# Алгабас (Карасайский район)
Алгабас (каз. Алғабас) — село в Карасайском районе Алматинской области Казахстана. Входило в состав Аксайского сельского округа. Ныне "микрорайон" в Алатауском районе Алматы. Код КАТО — 195245200.

## Население
В 1999 году население села составляло 2187 человек (1103 мужчины и 1084 женщины). По данным переписи 2009 года в селе проживало 8526 человек (4346 мужчин и 4180 женщин).